# Museum van Kunstnijverheid (Den Haag)
Het Museum van Kunstnijverheid (opgericht 1888 - gesloten 1933) in Den Haag was een museum voor toegepaste kunst, opgericht als kunstindustrie-museum. Dankzij vele donaties uit de wereld van kunstverzamelaars groeide de collectie uit tot een volwaardig museum. Al vanaf het begin was het nauw verbonden met de Haagse Academie voor Beeldende Kunsten. Toen die begin jaren dertig van de twintigste eeuw overging tot sloop en nieuwbouw van haar academiegebouw, werd besloten om het ernaast gelegen museum te sluiten en af te breken. Op deze plek verrees tussen 1933 en 1937 nieuwbouw voor de academie.

## Oprichting
In 1886 werd op initiatief van de Haagse afdeling van de Vereniging ter Bevordering van Fabrieks- en Handwerksnijverheid het initiatief genomen voor een „kunstindustrie-museum”. Daartoe werd in dat jaar de “Commissie van beheer voor het a.s. Museum van Kunstnijverheid” ingesteld, onder voorzitterschap van erfgoeddeskundige Victor de Stuers en met als secretaris kunstcriticus Pieter Anne Haaxman. De overige commissieleden waren afgevaardigd door de Maatschappij voor Bouwkunst, Vereeniging Arti et Industriae en de Academie voor Beeldende Kunsten. De gemeente Den Haag steunde het plan door ruimte en geld ter beschikking te stellen. Om het nieuwe museum rechtspersoonlijkheid te geven werd overgegaan tot de oprichting van de Vereeniging Het Haagsch Museum van Kunstnijverheid.
Enkele dagen voordat het museum werd geopend in 1891 schreef De Stuers in een lokale krant een toelichting over de aanleiding voor het museum:
Er is in Den Haag een Academie ingesteld op aandrang van Koning Willem I, die zeer verstandig te kennen gaf, dat het hoofdbeginsel niet was het vormen van groote artisten, maar het ontwikkelen van de ambachten en van de nijverheid, 's Konings bedoeling is echter tot voor korten tijd weinig begrepen. Want ofschoon deze school bezocht werd door ongeveer 500 leerlingen, die stellig slechts voor een kleine fractie tot Rembrandts en Michaël Angelo's te promoveeren zullen zijn,en grootendeels in de werkplaatsen der nijverheid hun vaardigheid zullen hebben te toonen, had men er nagenoeg geen andere modellen om hun voor te houden dan Laokoon's, Apollo's, Niobe's en andere meer of liever min der gekleede afgoden en afgodinnen, die ongetwijfeld het bekijken overwaard zijn, doch niet van direct nut, waar een jongen zich tracht voor te bereiden tot meubelmaker, pottenbakker, décorateur, behanger, smid of zilverbewerker. Men bewijst hun werkelijk een dienst door hun modellen te verschaffen, onmiddellijk bruikbaar voor hun speciaal doel; en men bewijst een dienst ook aan hun patroon, die goede ontwerpen noodig heeft, en ook aan het publiek, aan den consument, wiens smaak nog wel eenige leiding en verfijning verdragen kan. Die modellen te verzamelen en ten gebruike te geven, in de eerste plaats aan de leerlingen en leeraren der Academie, vervolgens aan de industrieelen, eindelijk aan het publiek, is het doel van het nieuwe Kunstnijverheid-museum.

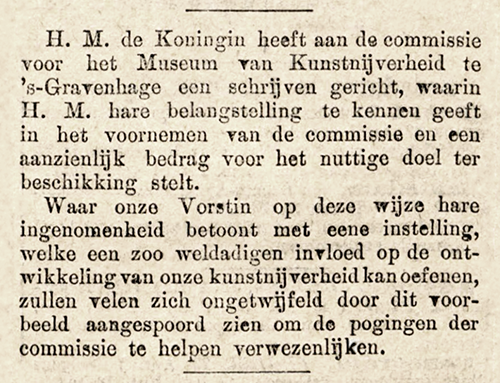
Nieuwsbericht uit 1889 over een schrijven van de koningin aan de Commissie van beheer voor het a.s. Museum van Kunstnijverheid, waarin zij een ‘aanzienlijk bedrag’ toezegt. (Algemeen Handelsblad)

Daar voegde hij nog een oproep tot donaties aan toe. En die zouden in ruime maten worden gedaan, zowel financiële als voorwerpen. De steun was aanzienlijk, getuige schenkingen van bijvoorbeeld koningin Emma, groothertogin Sophie van Saksen-Weimar-Eisenach, politicus Carel graaf van Bylandt, kunstverzamelaar Arnoldus des Tombe en politicus Jhr. Idzerd van Humalda van Eysinga Het museum vestigde zich in een kapitaal pand aan de Prinsessegracht, toen nog genaamd Boschkant, door de gemeente Den Haag gekocht van de erven jhr. mr. Benedictus van den Velden, oud-vicepresident van de Hoge Raad der Nederlanden.

## Opening
Op 26 januari 1891 werd het museum voor genodigden geopend. Enkele maanden later kreeg ook het publiek toegang. In eerste instantie werd gebruik gemaakt van twee benedenzalen en drie vertrekken op de eerste verdieping. Ten tijde van de opening vond men er onder meer porselein, kant- en borduurwerk, bewerkt leer, ijzeren smeedwerk, afgietsels van zilveren schotels en bekers en fragmenten van het Heilig Graf uit 1501-1507 van de Dom van Utrecht. De inrichting was verzorgd door Jean Hubert Antoine Mialaret, architect en hoofddocent aan de academie, die tevens directeur van het nieuwe museum werd.

## Ontwikkeling tot volwaardig museum
In de loop der jaren werd het museum diverse malen aangepast aan de smaak van de tijd en de collectie door schenkingen verder uitgebreid. In 1900 werd het museum bezocht door koningin Wilhelmina in 1910 door koningin-moeder Emma. In 1908 schreef een lokale journalist: 
Als “Musée Cluny” in Parijs, zóó intiem-gezellig is het Haagsche “Museum van Kunstnijverheid”, aan de Prinsessegracht. Gesticht met de bedoeling leermateriaal voor de leerlingen der Akademie van Beeldende Kunsten (toen nog “Teekenakademie”) bijeen te brengen, werd het museum langzamerhand door legaten, schenkingen en door in-bruikleen-ontvangen zoo'n schat van artistieke voorwerpen rijk, dat het allengs een zekere vermaardheid onder de kunstkenners verwierf.
De in 1907 aangestelde directeur Johan Adriaan Frederiks had het museum nieuw leven ingeblazen. Hij zorgde voor een systematische orde in de wijze van tentoonstellen. Beneden bevond zich een zaal voor tijdelijke tentoonstellingen. De grote zaal beneden was toegericht op de renaissance, met oude Hollandse, Zeeuwse en Vlaamse kasten langs de wanden, oude schilderijen aan de muur, een ‘koperen kroontje’, een zware antieke tafel en een schouw. In het trappenhuis trof men gipsen afgietsels van curiosa tegen de wanden. Op de bovenverdieping bevonden zich ruimten met voorwerpen uit de gotiek en Vroegrenaissance, aardewerk (imitatie Pompeï), Delfts, Saksisch, Engels en Chinees porselein en Romeinse kruikjes. En een vertrek met koperwerk en boekbanden, alsmede een serie stoelen die de ontwikkeling van de ‘zitobject-geschiedenis’ weergaven. Het laatste vertrek vertoonde smeedwerk, waaronder mortieren, haardplaten, een sierlijk bewerkt tabernakeldeurtje en oude sloten en sleutels.

## Sluiting
De belangstelling voor het museum bleef in de loop van het bestaan vooral beperkt tot studenten van de academie en de bovenlaag van de bevolking. De bezoekersaantallen vielen daardoor tegen. In 1933 werd geoordeeld dat er een alternatief was ontstaan in het Haags Gemeentemuseum en dat het Rijksmuseum Amsterdam zich eveneens deels op kunstnijverheid had toegelegd. Daarbij stond het Haags Gemeentemuseum op het punt zijn nieuwe onderkomen te openen. Er werd besloten dat de academie aan haar eigen opgebouwde collectie voldoende had voor eigen educatieve doelen. Het museumbestuur bood het merendeel van de collectie ter overname aan aan het Haags Gemeentemuseum en stelde voor dat mensen die stukken in bruikleen hadden gegeven dit voorbeeld volgden. Het museum werd gesloten op 1 mei 1933.

## Directeuren
Directeuren van het museum waren:
- 1891-1907: Jean Hubert Antoine Mialaret
- 1907-1911: Johan Adriaan Frederiks
- 1914-1915: Jan Springer
- 1915-1920: Hendrik Enno van Gelder
- 1920-1932: Constant Willem Lunsingh Scheurleer
- 1932-1933: Jan Hendrik Plantenga